# 8097 Yamanishi
8097 Yamanishi è un asteroide della fascia principale. Scoperto nel 1993, presenta un'orbita caratterizzata da un semiasse maggiore pari a 2,4334545 au e da un'eccentricità di 0,1665676, inclinata di 1,72966° rispetto all'eclittica.
L'asteroide è dedicato all'astronomo giapponese Masahiro Yamanishi.